# Challenger de Savannah 2024
El torneo Savannah Challenger 2024 fue un torneo de tenis perteneció al ATP Challenger Tour 2024 en la categoría Challenger 75. Se trató de la 14ª edición; el torneo tuvo lugar en la ciudad de Savannah (Estados Unidos), desde el 22 hasta el 28 de abril de 2024 sobre pista de tierra batida (verde) al aire libre.

## Jugadores participantes del cuadro de individuales
| Preclasificado | País                      | Jugador             | Rank1 | Posición en el torneo |
| 1              | Bandera de Estados Unidos | Jeffrey John Wolf   | 102   | Primera ronda         |
| 2              | Bandera de Estados Unidos | Michael Mmoh        | 111   | Primera ronda, retiro |
| 3              | Bandera de Estados Unidos | Patrick Kypson      | 143   | Primera ronda         |
| 4              | Bandera de Estados Unidos | Denis Kudla         | 163   | Segunda ronda         |
| 5              | Bandera de Suiza          | Alexander Ritschard | 195   | CAMPEÓN               |
| 6              | Bandera de Estados Unidos | Tristan Boyer       | 201   | Cuartos de final      |
| 7              | Bandera del Reino Unido   | Oliver Crawford     | 202   | Primera ronda         |
| 8              | Bandera de Francia        | Clément Tabur       | 203   | Primera ronda         |

- 1 Se ha tomado en cuenta el ranking del 15 de abril de 2024.

### Otros participantes
Los siguientes jugadores recibieron una invitación (wild card), por lo tanto ingresan directamente al cuadro principal (WC):
- Strong Kirchheimer
- Stefan Kozlov
- Bruno Kuzuhara

Los siguientes jugadores ingresan al cuadro principal tras disputar el cuadro clasificatorio (Q):
- Andrés Andrade
- Gabi Adrian Boitan
- Viktor Durasovic
- Arthur Gea
- Federico Agustín Gómez
- Tristan McCormick

## Campeones

### Individual Masculino
- Alexander Ritschard derrotó en la final a  Andrés Andrade por 6–2, 6–4

### Dobles Masculino
- Christian Harrison /  Marcus Willis derrotaron en la final a  Simon Freund /  Johannes Ingildsen por 6–3, 6–3